# Jochen W. Braun
Jochen Waden Braun (* 29. Oktober 1942 in Hamburg) ist ein deutscher Kaufmann, Autor von Büchern über Flugunfälle und Mitgründer des Hamburger Miniatur Wunderlandes.
Braun interessierte sich von früh an für die Luftfahrt. Aufgrund seiner Flugangst, die bei seinem ersten großen Flug zutage trat, legte er eine große Datenbank über Flugunfälle an, die heute über 48.000 Einträge umfasst. Anhand dieser Datenbank verfasste er mehrere Bücher über Flugunfälle.
Als Kind lebte er nahe dem Hamburger Flughafen in Fuhlsbüttel, später in Frankfurt, dann in Stuttgart und ab 1978 wieder in Hamburg. Er studierte Betriebswirtschaft in Tübingen und Hamburg.
Braun ist in zweiter Ehe verheiratet und in erster Ehe Vater von drei Söhnen. Gemeinsam mit seinen Söhnen Frederik und Gerrit und deren Geschäftspartner Stephan Hertz gründete er in Hamburg das Miniatur Wunderland, das als größte Modelleisenbahnanlage der Welt gilt und jedes Jahr mehr als 1 Mio. Besucher anzieht.

## Veröffentlichungen
- SOS in den Wolken: schwarze Tage der Luftfahrtgeschichte. GeraMond, München 2013, ISBN 978-3-86245-331-3.
- Flug außer Kontrolle: Unfälle und Entführungen: Hintergründe, Ursachen, Konsequenzen. GeraMond, München 2012, ISBN 978-3-86245-319-1.
- Und alle haben überlebt: Flugunfälle: Hintergründe, Ursachen und Konsequenzen. GeraMond, München 2011, ISBN 978-3-86245-300-9.